# 泉蔵寺 (山県市)
泉蔵寺（せんぞうじ）は岐阜県山県市赤尾にある聖観世音菩薩を本尊とする臨済宗妙心寺派の寺院で、山号は岸見山。美濃四国66番札所。
大永7年（1527年）に南泉寺開山仁岫宗寿が養梅庵として開いた。その後、泉蔵庵という庵号を経て現寺号となる。天文20年（1551年）鉄公が中興を果たす。
山号は寺の西側に聳える岸見山からとられている。